# Marssonina brunnea
Marssonina brunnea is een bladvlekkenziekte op populier. Met deze naam wordt de ongeslachtelijke fase (het anamorfe of imperfecte stadium) aangeduid. De geslachtelijke fase (het teleomorfe of perfecte stadium) wordt met de naam Drepanopeziza punctiformis aangeduid. Een nat voorjaar of een natte nazomer bevorderen de aantasting.
De schimmel overwintert op het afgevallen blad en op aangetaste scheuten. Op het afgevallen blad worden apotheciën gevormd. De eerste aantasting kan al tijdens nat weer vanaf half mei optreden door ascosporen uit afgevallen bladeren en conidiën uit de het jaar ervoor aangetaste scheuten. Op de aangetaste bladeren ontstaan 1 mm grote, olijfgroene of bruinzwarte vlekken, die geleidelijk aaneensluiten. In het midden van het vlekje worden acervuli met tweecellige conidiën gevormd. De twee cellen zijn ongelijk van grootte, waarbij de plaats van het septum (tussenschot) een belangrijk determinatiekenmerk is. Deze conidiën worden door de regen verspreid naar nieuwe bladeren. Een zware aantasting geeft vervroegde bladval. Ook de bladstelen, jonge scheuten en vrouwelijke katjes kunnen aangetast worden.